# Черцето
Черцѐто (на италиански: Cerzeto, на арбърешки: Qana, Чана) е село и община в Южна Италия, провинция Козенца, регион Калабрия. Разположено е на 470 m надморска височина. Населението на общината е 1246 души (към 2011 г.).
 В това село живее албанско общество, наречено арбъреши. Те са се заселили в този район между XV и XVIII век като бежанци от османското владичество. Село Черцето е част от етнографическия район Арберия.